# Ladies Tour of Norway
Die Ladies Tour of Norway war ein Etappenrennen im Straßenradsport der Frauen, welches in Norwegen ausgetragen wurde.
Bereits von 1983 bis 1989 gab es unter dem Namen Postgiro eine Norwegen-Rundfahrt für Frauen. 2014 fand die Erstaustragung der Ladies Tour of Norway statt. Das Rennen ging über zwei Etappen und hatte die UCI-Kategorie 2.1. Zur Saison 2017 wurde das Rennen in die UCI Women’s WorldTour aufgenommen. Im Jahr 2018 wurde neben dem Etappenrennen auch ein Teamzeitfahren für Frauen unter dem Namen Ladies Tour of Norway -TTT ausgetragen, welches das Team Sunweb gewann.
Zur Saison 2022 ging das Rennen in der Tour of Scandinavia auf, die auch Abschnitte in Schweden und Dänemark beinhaltete, aber nur zweimal veranstaltet wurde. Seit 2025 gibt es unter den Namen Tour of Norway Women ein neues norwegisches Etappenrennen für Frauen, das allerdings einen anderen Veranstalter hat und keine Verbindungen zur Ladies Tour of Norway aufweist.

## Palmarès
Postgiro
| Jahr | Siegerin               | Zweite                 | Dritte                          |
| ---- | ---------------------- | ---------------------- | ------------------------------- |
| 1983 | Sandra Schumacher      | Jeannie Longo-Ciprelli |                                 |
| 1984 | Unni Larsen            | Maria Canins           | Maria Blower                    |
| 1985 | Maria Canins           | Jeannie Longo-Ciprelli | Nadeschda Nikolajewna Kibardina |
| 1986 | Maria Canins           | Inga Thompson          | Brigitte Gyr-Gschwend           |
| 1987 | Jeannie Longo-Ciprelli | Laima Zilporytė        | Heleen Hage                     |
| 1988 | Danute Bankaitis-Davis | Unni Larsen            | Heleen Hage                     |
| 1989 | Roberta Bonanomi       | Brigitte Gyr-Gschwend  | Hanne Rasmussen                 |
| 1990 | Catherine Marsal       | Danute Bankaitis-Davis | Karina Skibby                   |
| 1992 | Luzia Zberg            | Barbara Heeb           | Tone Fossum                     |
| 1993 | Monica Valvik-Valen    | Luzia Zberg            | Alison Sydor                    |

Ladies Tour of Norway
| Jahr | Siegerin             | Zweite           | Dritte               |          |
| ---- | -------------------- | ---------------- | -------------------- | -------- |
| 2014 | Anna van der Breggen | Marianne Vos     | Katarzyna Niewiadoma |          |
| 2015 | Megan Guarnier       | Shelley Olds     | Amanda Spratt        |          |
| 2016 | Lucinda Brand        | Thalita de Jong  | Anouska Koster       |          |
| 2017 | Marianne Vos         | Megan Guarnier   | Ellen van Dijk       |          |
| 2018 | Marianne Vos         | Emilia Fahlin    | Coryn Rivera         |          |
| 2019 | Marianne Vos         | Coryn Rivera     | Leah Kirchmann       |          |
| 2020 | abgesagt             | abgesagt         | abgesagt             | abgesagt |
| 2021 | Annemiek van Vleuten | Ashleigh Moolman | Kristen Faulkner     |          |